# Gabriela Gunčíková
Gabriela Gunčíková (* 27. červen 1993 Kroměříž) je česká zpěvačka známá svou účastí v televizní soutěži Česko Slovenská SuperStar, objev roku 2011 v anketě Český slavík a česká reprezentantka v Eurovision Song Contest 2016, kde postoupila do finále a skončila na 25. místě. Také je členem scientologické církve.
Od roku 2025 je doprovodnou zpěvačkou v kapele Ghost.

## Životopis

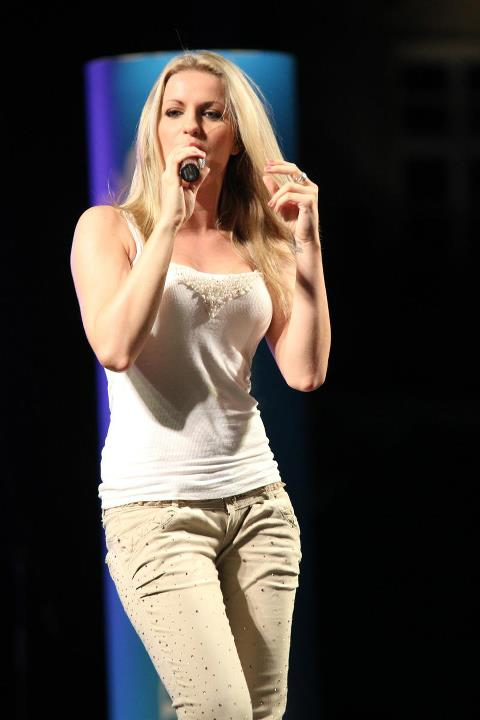
Na módní přehlídce ve Znojmě roku 2011

Pochází z městečka Kvasice, tč.[kdy?] žije v Jankovicích u Holešova.
V letech 2010 až 2012 spolupracovala s kapelou Mirka Sovy Meryland. V 2. ročníku soutěže Česko Slovenská SuperStar se probojovala do superfinále, které se konalo 5. června 2011 a ve kterém prohrála se slovenským zpěvákem Lukášem Adamcem. Před finálem byla favoritkou na celkové vítězství. V anketě Český slavík 2011 se v kategorii zpěvaček umístila na 28. místě a zároveň se stala Objevem roku.
Dne 28. listopadu vydala své debutové album Dvojí tvář, které se stalo hned po prvním týdnu prodeje 10. nejprodávanějším albem v ČR. Začátkem roku 2012 vystupovala v muzikálu Kleopatra. Dne 30. května 2013 vyšla její druhá deska Celkem jiná, k níž byla sama Gunčíková autorkou některých písní.

### Turné Karla Gotta
V roce 2012 jí Karel Gott nabídl místo hosta na svém turné (říjen-prosinec 2012). Nazpívali spolu píseň Nic nás nezastaví, která pak vyšla na jeho CD Dotek lásky ve stejném roce. Gott na koncertech uvedl, že v soutěži SuperStar byla jeho favoritkou.

### Spolupráce s Kenem Tamplinem
V druhé polovině roku 2013 Gunčíková navázala kontakt s vokalistickým trenérem Kenem Tamplinem, jejich spolupráce zpočátku probíhala prostřednictvím Skypu. Gunčíková měla zdravotní problémy s hlasivkami, neboť neuměla hlas správně používat, s čímž jí měl Tamplin pomoci. Později ji pozval do Kalifornie. Tam nahráli společně několik videí, na kterých představovali různé žánry hudby a jakou technikou zpívat, aby si člověk zachoval zdravý silný hlas. Gabriela se stala tváří Ken Tamplin Vocal Academy. Videa na YouTube zhlédly statisíce diváků.

### Spolupráce s Trans-Siberian Orchestra
Kapela Trans-Siberian Orchestra v roce 2014 po konkurzu na Floridě přijala Gunčíkovou ke spolupráci. Ještě na konci téhož roku s ní absolvovala šňůru asi 60 koncertů po celém západním pobřeží USA.
V roce 2015, už jako rodinná přítelkyně Kena Tamplina, odcestovala na krátko na Havaj, kde s ním nahrála dalších několik videí prezentujících skladby známých kapel a zpěváků z celého světa.
V listopadu 2015 Gunčíková opět koncertovala s kapelou Trans-Siberian Orchestra na jejím vánočním turné 2015 po západní Americe. 

### Rock Meets Classic
V období 30. března až 17. dubna 2016 zpěvačka absolvovala šňůru šestnácti koncertů Rock Meets Classic po celém Německu, Rakousku a Švýcarsku. Stanula na pódiu po boku Doro Pesch, Joeyho Tempesta, Stevea Walshe a dalších.

### Eurovize 2016

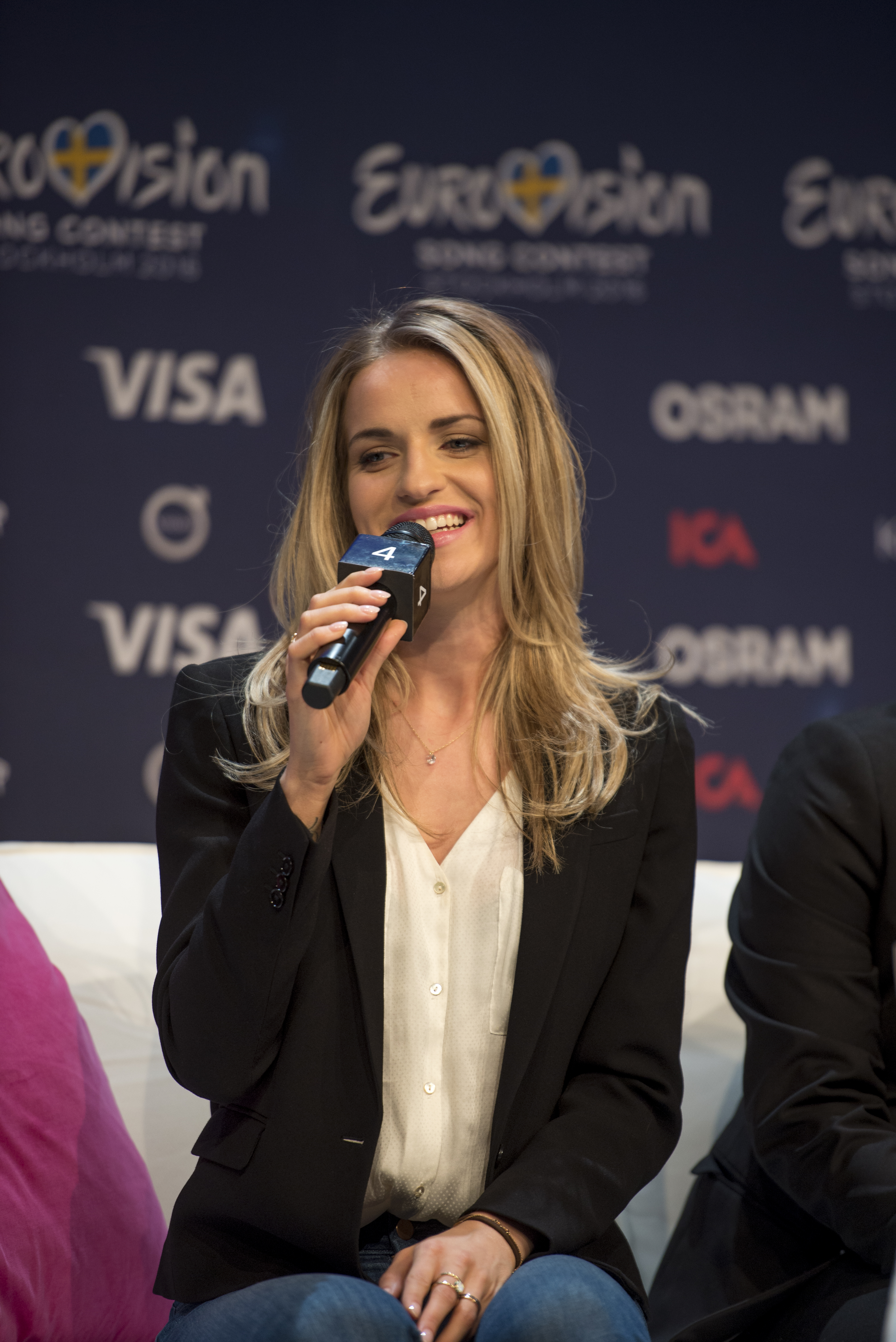
Na Eurovision Song Contest 2016

Česká televize 10. března 2016 uvedla, že má Gunčíková reprezentovat Českou republiku na Eurovision Song Contest 2016 ve Stockholmu s písní „I Stand“. První semifinálový večer se konal 10. května 2016, Gunčíkové se v něm podařilo postoupit do finále soutěže. Jde o historický první úspěch České republiky v této soutěži. Ve finále 14. května získala Gunčíková od porotců z jednotlivých zemí celkem 41 bodů, od diváků však nezískala bod žádný, skončila tak na 25. místě před posledním Německem. Gunčíková ale získala pochvalu za to, že se skutečně jednalo o píseň vhodnou pro tento formát zábavy a při vystupování působila velmi muzikálně, čímž se odlišila od ostatních.

### Rok 2017
Gabriela pracovala společně se švédskými autory – Sarou Biglert a Christianem Schneiderem, se kterými už spolupracovala při Eurovizi 2016, na svém třetím albu, které mělo vyjít na podzim roku 2017. Zároveň uvedla, že se plánuje téhož roku ještě více zdokonalit ve zpěvu u svého havajského učitele zpěvu Kena Tamplina v Ken Tamplin vocal academy v Kalifornii a nahrát společně několik dalších promo videí s ukázkami svého sebezdokonalování.

#### Rok 2021
Po dlouhé odmlce zpěvačka oznámila svůj návrat, který potvrdila zveřejněním nových videí v rámci spolupráce s Kenem Tamplinem. V nových nahrávkách měla možnost spolupracovat s mnoha umělci světové hudební scény.

#### Rok 2022
Gunčíková oznámila, že bude jednou z účinkujících koncertního turné Rock meets classic 2023.

## Diskografie

### Dvojí tvář(2011)
1. Lala
2. Zůstanu napořád (Died from a Broken Heart)
3. Volnej pád
4. Bud dál jen můj (I Feel So Bad)
5. Kdybys na mě máv (Slave to Your Love)
6. Dvojí tvář
7. Run to Hills
8. Zábrany (Barricades)
9. Send Me an Angel
10. Proudu vstříc
11. Země vzdálená

### Celkem jiná(2013)
1. Celkem jiná
2. Provokatérka
3. Zrozená z moří
4. Černý Anděl
5. Měl by ses mě bát
6. Časy jsou zlé
7. Šílená
8. Nech si ránu poslední
9. Bezmoc
10. Se mnou leť